# نحت الورقة
نحت ورقة هو عمل فني ينطوي على تقليم حساس للاوراق لتطوير صورة أو المناظر الطبيعية.  يتم تنفيذ عملية النحت من قبل الفنانين باستخدام أدوات لحف السطح دون قطع أو إزالة الأوردة. (الأوردة إضافة التفاصيل في موضوع نحت). نشأت نحت ورقة من الصين واكتسبت شعبية في عام 1994 من قبل الفنان هواج تاي شنغ بعد أن دخل كتاب غينيس للأرقام القياسية العالمية للاعتراف بعمله.   قد يكون الفن متعلقاً بقطع الورق الصيني.  المادة أو الأوراق الأكثر شيوعا المستخدمة في نحت ورقة هو من الشجرة الصينية. شجرة الصين أصلها في الهند وباكستان والصين. 